# Лучани
Лучани су градско насеље у Србији и седиште истоимене општине у Моравичком управном округу. Према попису из 2022. било је 2.921 становника. Налази на реци Бјелици. Овде се налази ОШ Милан Благојевић.

## Демографија
У насељу Лучани живи 3416 пунолетних становника, а просечна старост становништва износи 38,3 година (37,8 код мушкараца и 38,7 код жена). У насељу има 1474 домаћинства, а просечан број чланова по домаћинству је 2,92 (попис 2002).
Ово насеље је великим делом насељено Србима, а у последња два пописа, примећен је значајан пад у броју становника.
|             | \| Демографија[1] \| Демографија[1] \| Демографија[1] \| \| Година \| Становника \| Становника \| \| -------------- \| -------------- \| -------------- \| \| 1948. \| 455 \| \| \| 1953. \| 1.256 \| \| \| 1961. \| 1.505 \| \| \| 1971. \| 2.653 \| \| \| 1981. \| 3.310 \| \| \| 1991. \| 4.130 \| 4.117 \| \| 2002. \| 4.309 \| 4.363 \| \| 2011. \| 3.387 \| \| \| 2022. \| 2.921 \| \| |            |
| Демографија | |            |
| Година      | Становника | Становника |
| 1948.       | 455 |            |
| 1953.       | 1.256 |            |
| 1961.       | 1.505 |            |
| 1971.       | 2.653 |            |
| 1981.       | 3.310 |            |
| 1991.       | 4.130 | 4.117      |
| 2002.       | 4.309 | 4.363      |
| 2011.       | 3.387 |            |
| 2022.       | 2.921 |            |

| Етнички састав према попису из 2002.‍ | Етнички састав према попису из 2002.‍ | Етнички састав према попису из 2002.‍ | Етнички састав према попису из 2002.‍ | Етнички састав према попису из 2002.‍ |
| ------------------------------------ | ------------------------------------ | ------------------------------------ | ------------------------------------ | ------------------------------------ |
|                                      |                                      |                                      |                                      |                                      |
| Срби                                 | Срби                                 |                                      | 4.223                                | 98,00%                               |
| Црногорци                            | Црногорци                            |                                      | 34                                   | 0,78%                                |
| Југословени                          | Југословени                          |                                      | 6                                    | 0,13%                                |
| Хрвати                               | Хрвати                               |                                      | 5                                    | 0,11%                                |
| Македонци                            | Македонци                            |                                      | 3                                    | 0,06%                                |
| Мађари                               | Мађари                               |                                      | 2                                    | 0,04%                                |
| Словаци                              | Словаци                              |                                      | 1                                    | 0,02%                                |
| непознато                            | непознато                            |                                      | 27                                   | 0,62%                                |

| Година пописа     | 1948. | 1953. | 1961. | 1971. | 1981. | 1991. | 2002. |
| ----------------- | ----- | ----- | ----- | ----- | ----- | ----- | ----- |
| Број домаћинстава | 47    | 613   | 572   | 820   | 1.026 | 1.287 | 1.474 |

| Број чланова      | 1   | 2   | 3   | 4   | 5  | 6  | 7 | 8 | 9 | 10 и више | Просек |
| ----------------- | --- | --- | --- | --- | -- | -- | - | - | - | --------- | ------ |
| Број домаћинстава | 233 | 360 | 338 | 421 | 82 | 32 | 8 | 0 | 0 | 0         | 2,92   |

| Пол    | Укупно | Неожењен/Неудата | Ожењен/Удата | Удовац/Удовица | Разведен/Разведена | Непознато |
| ------ | ------ | ---------------- | ------------ | -------------- | ------------------ | --------- |
| Мушки  | 1.775  | 556              | 1.130        | 57             | 29                 | 3         |
| Женски | 1.859  | 404              | 1.149        | 213            | 89                 | 4         |
| УКУПНО | 3.634  | 960              | 2.279        | 270            | 118                | 7         |

| Пол    | Укупно                    | Пољопривреда, лов и шумарство | Рибарство                            | Вађење руде и камена | Прерађивачка индустрија       |
| ------ | ------------------------- | ----------------------------- | ------------------------------------ | -------------------- | ----------------------------- |
| Мушки  | 832                       | 28                            | 0                                    | 0                    | 430                           |
| Женски | 752                       | 26                            | 0                                    | 0                    | 338                           |
| УКУПНО | 1.584                     | 54                            | 0                                    | 0                    | 768                           |
| Пол    | Производња и снабдевање   | Грађевинарство                | Трговина                             | Хотели и ресторани   | Саобраћај, складиштење и везе |
| Мушки  | 59                        | 13                            | 47                                   | 18                   | 24                            |
| Женски | 19                        | 8                             | 52                                   | 29                   | 10                            |
| УКУПНО | 78                        | 21                            | 99                                   | 47                   | 34                            |
| Пол    | Финансијско посредовање   | Некретнине                    | Државна управа и одбрана             | Образовање           | Здравствени и социјални рад   |
| Мушки  | 3                         | 79                            | 30                                   | 18                   | 8                             |
| Женски | 6                         | 81                            | 33                                   | 46                   | 58                            |
| УКУПНО | 9                         | 160                           | 63                                   | 64                   | 66                            |
| Пол    | Остале услужне активности | Приватна домаћинства          | Екстериторијалне организације и тела | Непознато            | Непознато                     |
| Мушки  | 12                        | 0                             | 0                                    | 63                   | 63                            |
| Женски | 10                        | 0                             | 0                                    | 36                   | 36                            |
| УКУПНО | 22                        | 0                             | 0                                    | 99                   | 99                            |

## Градови побратими
- Требиње, Република Српска, БиХ[4]

## Познате личности
- Жељко Танасковић, бивши капитен Одбојкашке репрезентације Србије, освајача златне медаље на Олимпијским играма у Сиднеју 2000. године.
- Драган Јаћимовић, први Србин који је освојио Монт Еверест, највиши врх на свету.
- Марко Стојковић (познат као МС Стојан), српски певач и репер.
- Милан Бојовић, фудбалер

## Спорт
- ФК Младост Лучани